# The Rumjacks
The Rumjacks es una banda australiana de punk rock/celtic folk formada en 2008 en Nueva Gales del Sur en Australia.

## Discografía

### Sound as a found
- Fecha de publicación: 1 de noviembre de 2009
- Discográfica: ABC Music

| Track | Nombre                | Duración |
| ----- | --------------------- | -------- |
| 1     | All the old winejacks | 2:24     |
| 2     | Shadrach hannigan     | 2:44     |
| 3     | Kirkintilloch         | 2:22     |
| 4     | My time again         | 4:28     |
| 5     | Katoomba              | 2:26     |
| 6     | Marie's wedding       | 1:59     |

### Hung, drawn & portered
- Fecha de publicación: 2009
- Discográfica: ABC music

| Track | Nombre                        | Duración |
| ----- | ----------------------------- | -------- |
| 1     | The plantin' O' kitty Randall | 2:19     |
| 2     | The bold rumjacker            | 2:31     |
| 3     | Paddy goes to babylon         | 2:50     |
| 4     | Down with the ship            | 2:09     |
| 5     | I'll tell me ma!              | 1:58     |

### The gangs of New Holland
- Fecha de publicación: 22 de septiembre de 2010
- Discográfica: Black Matilda music

| Track | Nombre               | Duración |
| ----- | -------------------- | -------- |
| 1     | Big mand down        | 3:18     |
| 2     | Uncle Tommy          | 2:35     |
| 3     | Irish pub song       | 3:22     |
| 4     | Jolly executioner    | 2:40     |
| 5     | My time again        | 3:54     |
| 6     | Mclaughlin's rant    | 2:45     |
| 7     | The black Matilda    | 3:06     |
| 8     | The terrible sea     | 1:20     |
| 9     | Green ginger wine    | 3:40     |
| 10    | McAlpine's fusiliers | 2:47     |
| 11    | Roll away alone      | 2:43     |
| 12    | Pinchgut             | 3:12     |
| 13    | Spit in the street   | 2:32     |
| 14    | Bar the door Casey   | 3:09     |

### 2012 - Crosses for eyes (Single)
| Track | Nombre              | Duración |
| ----- | ------------------- | -------- |
| 1     | Crosses for eyes    |          |
| 2     | Wild mountain thyme |          |

### Blows & unkind words
| Track | Nombre               | Duración |
| ----- | -------------------- | -------- |
| 1     | Blows & unkind words |          |

### Sober & godless
- Fecha de publicación= 6 de febrero de 2015
- Discográfica: Black Matilda music

| Track | Nombre                     | Duración |
| ----- | -------------------------- | -------- |
| 1     | Home rule                  | 3:37     |
| 2     | No pockets in a shroud     | 3:22     |
| 3     | Blows & unkind words       | 4:45     |
| 4     | One summers day            | 3:17     |
| 5     | Barred for Life            | 3:48     |
| 6     | Plenty                     | 2:35     |
| 7     | Home                       | 4:36     |
| 8     | Oh sergeant where's mine?  | 3:45     |
| 9     | The leaky tub              | 4:22     |
| 10    | I smell trouble            | 2:55     |
| 11    | Sober & godless            | 4:30     |
| 12    | The reaper and Tam McCorty | 3:49     |
| 13    | Me old ball & chain        | 2:55     |
| 14    | 400 Miles away             | 4:09     |

- Datos: Q16159166
- Multimedia: The Rumjacks / Q16159166

Saints Preserve Us (2018)